# Uovo per la duchessa di Marlborough
L'Uovo per la duchessa di Marlborough, noto anche come Uovo orologio rosa con serpente è un uovo di Pasqua smaltato e ingioiellato che fu fabbricato a San Pietroburgo nel 1902 sotto la supervisione di Michael Perkhin, per conto del gioielliere russo Peter Carl Fabergé al quale era stato ordinato da Consuelo, duchessa di Marlborough.
È l'unico grande uovo Fabergé ad essere stato commissionato da un'americana.
Si ritiene che l'uovo sia costato più di 5.000 rubli.

## Proprietari

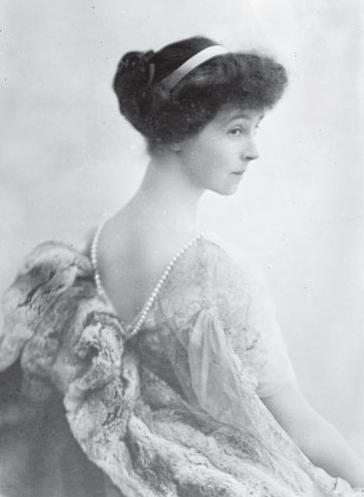
Consuelo Vanderbilt.

L'uovo fu fabbricato per Consuelo Vanderbilt che nel 1895 era diventata duchessa di Marlborough sposando Charles Spencer-Churchill, IX duca di Marlborough.
Nel 1902 la duchessa e suo marito, durante un viaggio in Russia, furono invitati al Palazzo d'Inverno dove Consuelo cenò seduta accanto a Nicola II di Russia.
In seguito fece visita all'imperatrice vedova Marija Fëdorovna Romanova al Palazzo Aničkov, probabilmente in quell'occasione vide la grande collezione di opere Fabergé e tra queste l'Uovo orologio blu con serpente, che forse le fece desiderare di averne uno per sé.
Nel 1926, dopo il divorzio dal duca di Marlborough, Consuelo donò il suo uovo a un'asta di beneficenza, ad aggiudicarselo fu Ganna Walska, la seconda moglie di Harold Fowler McCormick, presidente della International Harvester Company di Chicago.
Nel 1965 le proprietà di Ganna furono vendute ad un'asta Parke-Bernet, dalla quale l'uovo fu acquistato da Malcolm Forbes che iniziò così la sua collezione di Uova Fabergé.
Il 4 febbraio 2004 la casa d'aste Sotheby's ha annunciato che, senza passare per una pubblica asta, la Forbes Magazine Collection era stata acquistata da Viktor Vekselberg per quasi 100 milioni di dollari, in questo modo più di 180 opere d'arte Fabergé, incluso l'Uovo rosa con serpente e nove delle rare uova imperiali, dopo circa ottant'anni sono tornate nel loro paese d'origine dove dal novembre 2013 sono esposte al Museo Fabergé di San Pietroburgo.

## Descrizione

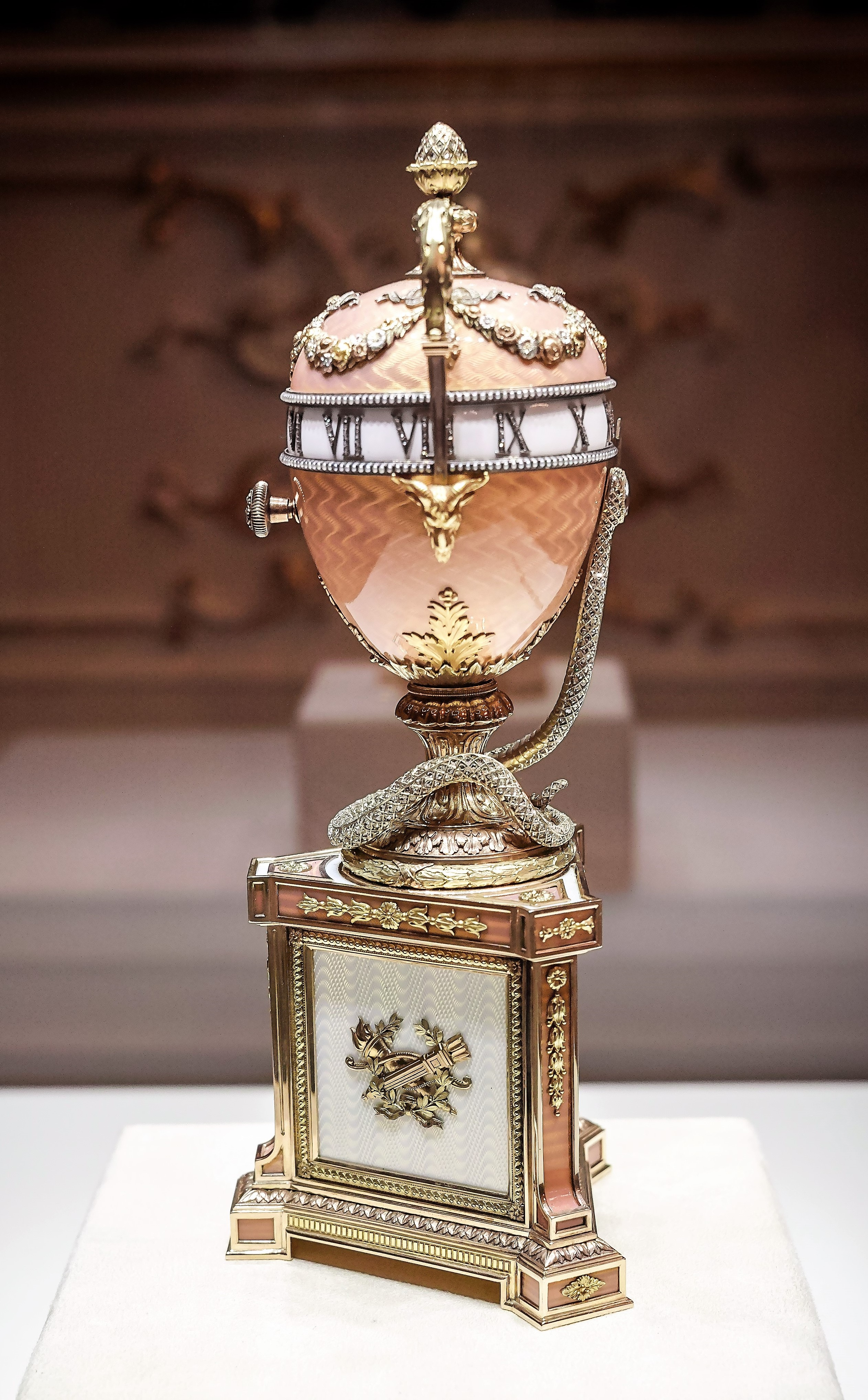
Vista laterale dell'uovo.

L'uovo è fatto d'oro di vari colori, diamanti taglio rosetta, perle e smalto traslucido lilla e bianco.
Si tratta di un orologio realizzato a forma di anfora, smaltato in lilla traslucido su fondo guilloché; le anse metalliche poggiano su teste di montone e nella parte superiore, sono coperte da foglie d'acanto.
Il quadrante anulare mobile è una fascia orizzontale smaltata di bianco, con numeri romani incastonati di diamanti tra bordi di perline;
un serpente tempestato di diamanti avvolge con le sue spire il piede dell'anfora e punta in alto la testa formata da un grosso diamante, la sua lingua a forma di freccia indica l'ora.
Sulla parte superiore dell'uovo sono applicati festoni floreali in oro di vari colori, appesi a fiocchi incastonati di diamanti;
l'uovo è sormontato da un pomello a forma di ghianda tempestato di diamanti.
L'uovo poggia su un alto piedistallo a tre lati, questi sono smaltati di bianco ostrica traslucido su sfondo guilloché e recano ognuno una diversa decorazione: il monogramma della duchessa di Marlborough sotto una corona ducale incastonati di diamanti, una cornucopia e un trofeo d'amore d'oro di vari colori.
La parte superiore del piedistallo è smaltata in bianco ostrica traslucido con agli angoli lilla; 
gli spigoli smussati hanno la forma di piccoli pilastri, questi e il bordo superiore del piedistallo sono smaltati in lilla traslucido e decorati con campanule d'oro,
il bordo inferiore è d'oro cesellato con foglie d'acanto.
Ogni piede è smaltato in lilla traslucido e decorato con una placca d'oro cesellato con le iniziali in cirillico del mastro gioielliere, Fabergé in cirillico e il punzone del saggiatore Yakov Lyapunov (1899-1904), 56 standard per l'oro 14 carati, inoltre sotto un piede è incisa in lettere romane corsive la firma K. Fabergé e la data 1902.
Si conserva anche l'originale custodia sagomata, in legno di agrifoglio, rivestita internamente in seta con la scritta "Fabergé/St." in cirillico sotto l'aquila imperiale.

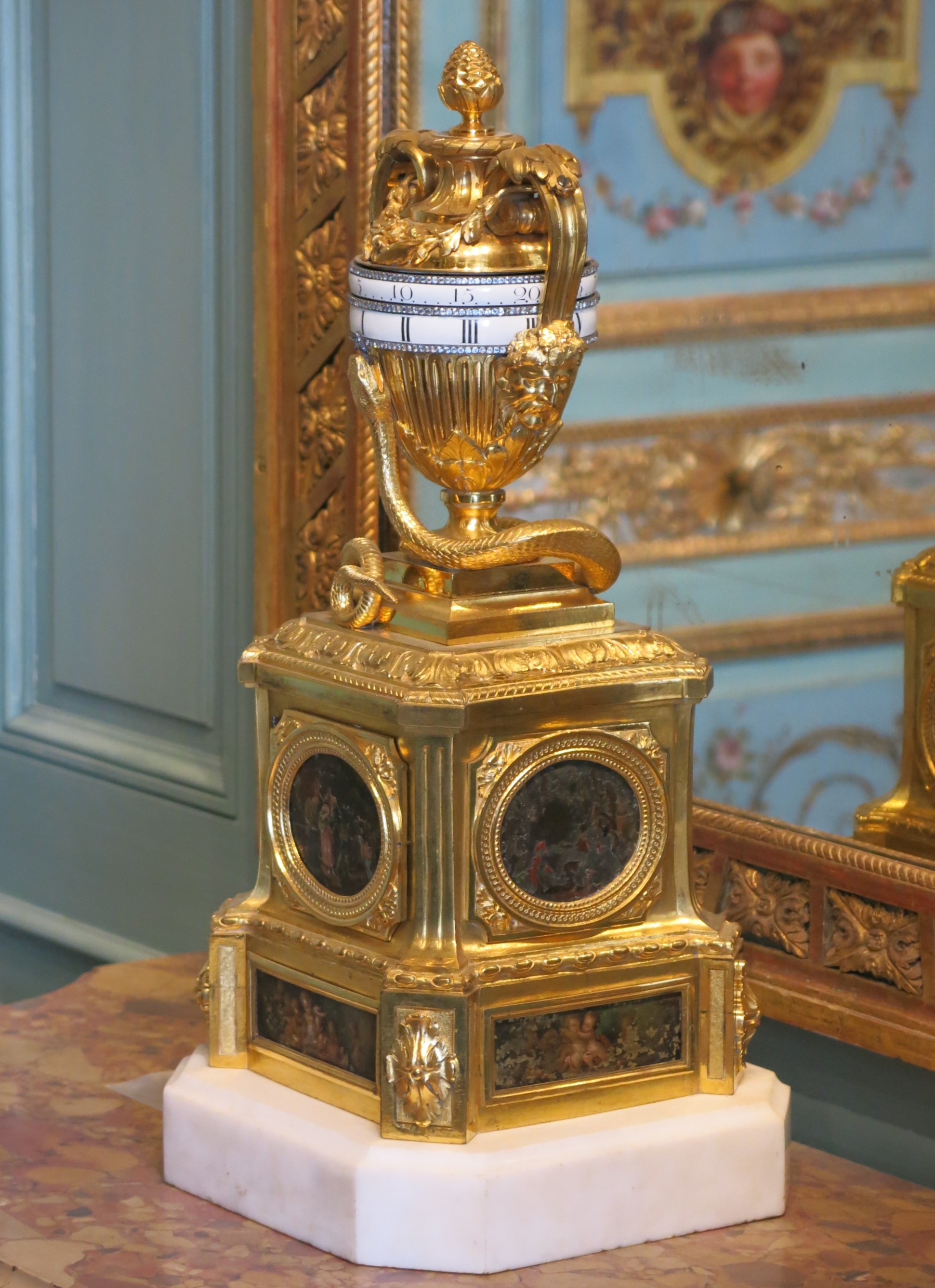
Orologio francese del XVIII secolo.

## Ispirazione
È molto simile al precedente Uovo orologio blu con serpente, ispirato agli orologi con quadrante girevole in voga all'epoca di Luigi XVI.